# SKZ2020
SKZ2020 è una compilation della boy band sudcoreana Stray Kids, pubblicata nel 2020.

## Tracce

### CD 1
1. Levanter (風; Japanese version) – 3:17
2. Double Knot (Japanese version) – 3:11
3. My Pace (Japanese version) – 3:11
4. Hellevator – 3:59
5. Beware (Grrr 총량의 법칙) – 3:10
6. Spread My Wings (어린 날개) – 3:22
7. Yayaya – 3:21
8. District 9 – 3:33
9. Mirror – 3:42
10. Grow Up (잘 하고 있어) – 3:33
11. My Pace – 3:10
12. Voices – 3:22
13. Question – 3:04
14. M.I.A. – 3:31

### CD 2
1. Awkward Silence (갑자기 분위기 싸해질 필요 없잖아요) – 3:15
2. I Am You – 3:26
3. Get Cool – 3:16
4. Miroh – 3:28
5. Victory Song (승전가) – 3:18
6. Boxer – 3:22
7. Chronosaurus – 3:20
8. 19 – 3:26
9. Side Effects (부작용) – 3:15
10. TMT (별생각) – 3:29
11. Double Knot – 3:11
12. Levanter (바람) – 3:17
13. Astronaut – 3:00